# Jacob Axel Lindblom
Jacob Axelsson Lindblom, švedski luteranski nadškof in akademik, * 27. julij 1746, † 15. februar 1819.
1. 1 2 3 4  Jacob Lindblom — 1917.
2. ↑  LIBRIS — Kraljevska knjižnica Švedske, 2012.